# Сандаль, Йёста
Йёста Сандаль (швед. Gösta Sandahl) — фигурист из Швеции, чемпион мира 1914 года, бронзовый призёр чемпионата мира 1923 года, чемпион Европы 1912 года, пятикратный чемпион Швеции (1911, 1912, 1913, 1916, 1923 годов), серебряный призёр чемпионата Швеции 1910 года в мужском одиночном катании.

## Спортивные достижения
| Соревнования/Сезоны | 1910 | 1911 | 1912 | 1913 | 1914 | 1916 | 1923 |
| ------------------- | ---- | ---- | ---- | ---- | ---- | ---- | ---- |
| Чемпионаты мира     |      |      |      |      | 1    |      | 3    |
| Чемпионаты Европы   |      |      | 1    |      |      |      |      |
| Чемпионаты Швеции   | 2    | 1    | 1    | 1    |      | 1    | 1    |